# Saurauia waldheimii
Saurauia waldheimii är en tvåhjärtbladig växtart som beskrevs av Buscal. Saurauia waldheimii ingår i släktet Saurauia och familjen Actinidiaceae. Inga underarter finns listade i Catalogue of Life.